# 福岡市立多々良中学校
福岡市立多々良中学校（ふくおかしりつたたらちゅうがっこう）は、福岡県福岡市東区水谷1丁目18番1号にある公立中学校である。略称は「多中（たっちゅう）」または「多々良（たたら）」、「多々良中（たたらちゅう）」。

## 沿革
- 1947年（昭和22年）4月 - 福岡県糟屋郡多々良中学校として開校。
- 1948年（昭和23年）9月 - 仮校舎完成、独立校として発足。
- 1955年（昭和30年）2月 - 福岡市に編入、福岡市立多々良中学校と改称する。
- 1975年（昭和50年）4月 - 福岡市立多々良中央中学校開校（多々良中学校より分離）
- 1975年（昭和50年）8月 - 多々良中央中学校移転
- 1991年（平成3年）2月 - 福岡市初の関西方面試行修学旅行実施（奈良・京都）
- 1992年（平成4年）1月 - 初のスキー修学旅行実施（広島大佐）
- 1992年（平成4年）4月 - 福岡市立松崎中学校開校（多々良中学校より分離）
- 1996年（平成8年）11月 - 創立50周年記念式典
- 2016年（平成28年）10月 - 創立70周年記念式典

## 学校行事
| - 4月 - 始業式 - 入学式 - 5月 - 6月 - 体育祭 | - 7月 - 終業式 - 8月 - 9月 - 始業式 | - 10月 - 11月 - 生徒総会 - 12月 - 終業式 | - 1月 - 始業式 - 2月 - 3月 - 卒業式 - 修了式 |

## 部活動
- 軟式野球部
- サッカー部
- 卓球部（男・女）
- 陸上競技部（男・女）
- バレーボール部（男・女）
- バスケットボール部（男・女）
- ソフトテニス部（男・女）
- 剣道部（男・女）
- 水泳部
- 吹奏楽部
- 放送部
- 美術部
- 英会話部
- チョゴリの会
- みちみいの会

## 主な出身者
- 財津和夫（チューリップ）
- 黒木真由美（歌手、タレント）
- 田中れいな（モーニング娘。）（※1年生時のみ在校、その後芸能界入りのため杉並区立大宮中学校へ転校。）

## 通学区域
東区
- 若宮2～5丁目
- 水谷1～3丁目（3丁目28番48号～51号を除く）
- 舞松原1～6丁目[5]

## 進学前小学校
- 福岡市立若宮小学校
- 福岡市立舞松原小学校

## 校区内の主な施設
かしい卓球センター
ローソン
ハローデェイ
博多高校